# Maciej Olenderek
Maciej Olenderek (ur. 16 października 1992 w Żyrardowie) – polski siatkarz, grający na pozycji libero. Reprezentant kraju w kadrze kadetów i juniorów.
Jego bratem jest trener siatkarski i statystyk Piotr Olenderek, a Beata Olenderek to jego szwagierka.

## Kariera

### Kariera klubowa
Maciej Olenderek karierę sportową rozpoczął w 2006 roku, w KS Metro Warszawa. Z tym zespołem zdobywał medale młodzieżowych mistrzostw Polski. Z drugoligowego zespołu przeniósł się o klasę rozgrywkową wyżej. Podpisał kontrakt z Legią Warszawa. Następnie trafił na sezon do SMS PZPS Spała. Od 2011 roku zawodnik AZS Politechnika Warszawska. Na początku lipca 2025 podpisał kontrakt z Projekt Warszawa.

## Sukcesy klubowe

### juniorskie
Mistrzostwa Polski Młodzików:
- 2006
- 2007

Mistrzostwa Polski Młodzików w Siatkówce Plażowej:
- 2007

Ogólnopolska Olimpiada Młodzieży:
- 2009

### seniorskie
Puchar Challenge:
- 2012

Puchar Polski:
- 2018

PlusLiga:
- 2018

I liga:
- 2024[5]
- 2023[6]

## Nagrody indywidualne
- 2007: Najlepszy rozgrywający Mistrzostw Polski Młodzików
- 2007: Najlepszy libero Mistrzostw Polski Kadetów
- 2009: Najlepszy libero Mistrzostw Polski Kadetów